# Гадкий утёнок и я
Гадкий утёнок и я (англ. The Ugly Duckling and Me!) — компьютерно-анимационный комедийный фильм совместного производства четырёх стран: Дании, Ирландии, Германии, и Франции. Основан на сказке Ханса Кристиана Андерсена.
Слоган мультфильма: «Все спрашивают: „При чём здесь крыса“? Вот и я спрашиваю: „При чём здесь я“?»

## Сюжет
Крыса по имени Рацио, уличный артист, собирается отправиться на Ярмарку к своему кузену Эрни и выступать там. Рацио вместе со своим напарником по выступлениям, червём по имени Уэсли, сбегает от крысы Филлис, хватая сигнальную ленту и проехав на поезде, случайно попадает на птицеферму, по пути обнаружив яйцо и захватив его с собой. В окружении птиц Рацио сочиняет им историю о том, откуда взялось у него яйцо. Он говорит, что оно осталось от его покойной жены, которая умерла сразу после того, как снесла это яйцо. Утка Эсмеральда, предводительница птицефермы, не верит словам Рацио, но за него заступается утка по имени Дафна. Неожиданно из яйца вылупляется уродливый птенчик и тут же привязывается к крысу, называя его мамой.
Рацио пытается совершить побег с птицефермы, при этом обдумывая способы избавиться от Уродца (тот самый птенец, который тем временем привязывается к главному герою). Когда Рацио закончил делать подкоп для побега, он ставит представление, в котором собирается сбежать и бросить Уродца. Когда гадкого утёнка выводят на сцену перед публикой, над ним начинают смеяться и издеваться. Рацио, встретив Уэсли, решает, что Уродец будет хорошо смотреться в выступлениях для Ярмарки, и вытаскивает его из птицефабрики.
Пока Рацио и Уродец идут к Ярмарке, начинается зима. По пути они встречают лису, который поймал утку по имени Джесси. Уродец хочет спасти Джесси, но в итоге они с Рацио попадают в логово лисы. Рацио вынуждает лису отпустить Джесси.
Рацио засыпает в выброшенном автомобиле и на следующий день узнает, что Уродец уже стал подростком. По пути на Ярмарку к ним присоединяется Джесси, которую они спасли от лисы, и Уродец в неё влюбляется. Продолжая путешествие на Рацио нападает щука и Уродец спасает его. Одной ночью, Уродец демонстрирует Джесси своё будущее выступление на Ярмарке, и та радостно смеётся, после смеха Джесси, Уродец осознаёт, что Рацио всё это время врал Уродцу, чтобы вынудить его пойти на ярмарку.
Утром Джесси, Рацио и Уродец продолжают свой путь. Обидевшись на слова Рацио и Джесси, Уродец в истерике убегает от них и врезается в забор. За забором оказывается та самая Ярмарка, и там герои встречают Филлис, но их распугивает кот. Начинается погоня Рацио и Филлис среди страшных аттракционов. Кот пытается съесть Рацио, но слышит от Уродца его имя и выплевывает. Этот кот и оказывается кузеном Эрни.
Когда начинается выступление, над Уродцем начинают смеяться и называют его «гадким утёнком», и его похищает Филлис. Вскоре Джесси, Рацио и Эрни отправляются на птицеферму, чтобы спасти Уродца, но там они попадают в засаду. Филлис насильно заставляет Рацио жениться на ней, но всё прерывает Уродец, который уже стал лебедем. Уродец может улететь с сородичами, но он отказывается и остается с друзьями.

## Персонажи
- Рацио (Ratso) — крыса (озвучивает Вячеслав Баранов). Главный герой мультфильма.
- Уродец (Ugly) — лебедь (озвучивает Ольга Шорохова (в детстве) и Пётр Гланц (взрослый)). «Сын» Рацио. Получил имя в результате оскорбления.
- Джесси (Jessie) (озвучивает Ольга Зверева) — была жертвой лиса, но была спасена Рацио и Уродцем. Потом стала любовью Уродца.
- Филлис (Phyllis) — крыса (озвучивает Ольга Сирина). Преследует Рацио, чтобы выйти за него замуж.
- Стэн и Фрэнк (Stan and Frank) — братья Филлис (озвучивают Александр Комлев и Олег Куценко).
- Эрни (Ernie) — кот (озвучивает Андрей Ярославцев). Является кузеном Рацио.
- Уильям (William) — говорящая кукла-перчатка Эрни (озвучивает Борис Токарев).
- Уэсли (Wesley) — червь (озвучивает Андрей Ярославцев). Был ассистентом Рацио для представлений. Но услышав от него, что представление с Уродцем будет лучше смотреться, Рацио бросил Уэсли и заменил Уродцем.